# 2001年ウィンブルドン選手権
2001年 ウィンブルドン選手権（2001ねんウィンブルドンせんしゅけん、The Championships, Wimbledon 2001）は、イギリス・ロンドン郊外にある「オールイングランド・ローンテニス・アンド・クローケー・クラブ」にて、2001年6月25日から7月9日にかけて開催された。

## 大会の流れ
- 男子シングルス決勝が日曜日の7月8日に終わらず、月曜日の7月9日まで持ち越された。
- この大会から、男女のシード選手が世界ランキング上位「32名」に拡大された。2001年全仏オープンまでは、シード選手は世界ランキング上位16名であった。

## シニア

### 男子シングルス
ゴラン・イワニセビッチ def.  パトリック・ラフター, 6-3, 3-6, 6-3, 2-6, 9-7
- イワニセビッチは、4度目の決勝進出で宿願のウィンブルドン初優勝を達成した。イワニセビッチはそれまで、ウィンブルドンで1992年・1994年・1998年と3度の準優勝に甘んじていた。2001年当時の彼は世界ランキングを125位に落としていたため、ワイルドカード（主催者推薦）からの出場であった。

### 女子シングルス
ビーナス・ウィリアムズ def.  ジュスティーヌ・エナン, 6-1, 3-6, 6-0
- ビーナスは大会2連覇である。

### 男子ダブルス
ジャレッド・パーマー /  ドナルド・ジョンソン def.  イジー・ノバク /  デビッド・リクル, 6–4, 4–6, 6–3, 7–6(6)

### 女子ダブルス
リサ・レイモンド /  レネ・スタブス def.  杉山愛 /  キム・クライシュテルス, 6–4, 6–3

### 混合ダブルス
レオシュ・フリードル /  ダニエラ・ハンチュコバ def.  マイク・ブライアン /  リーゼル・フーバー, 4–6, 6–3, 6–2

## ジュニア

### 男子シングルス
ロマン・バレント def.  ジレ・ミュラー, 3–6, 7–5, 6–3

### 女子シングルス
アンジェリク・ウィジャヤ def.  ディナラ・サフィナ, 6–4, 0–6, 7–5

### 男子ダブルス
フランク・ダンセビッチ /  ジョバンニ・ラペンティ def.  Bruno Echagaray /  サンティアゴ・ゴンサレス, 6–1, 6–4

### 女子ダブルス
ヒセラ・ドゥルコ /  アシュリー・ハークルロード def.  Christina Horiatopoulos /  ベサニー・マテック, 6–3, 6–1